# Hípsicles
Hípsicles (grec antic: Ὑψικλῆς, llatí: Hypsicles) fou un matemàtic i astrònom grec nascut a Ascaló o a Alexandria, que va florir vers la meitat del segle ii aC, i és conegut per ser l'autor del Llibre XIV (i potser del XV) dels Elements d'Euclides.
Entre les seves obres hi ha:
- Ἀναφορικός (Anaphoricus, traduïda usualment com Les Ascensions)[1] que és l'única que es conserva; és l'obra més antiga d'astronomia grega que es coneix en la qual es fa servir la divisió de l'esfera en 360°,[2] segons la tradició babilònica.
- περὶ τῆς ἐναρμυνίου κινήσεως (Sobre el moviment harmònic), avui perdut.[3]
- Llibre XIV dels Elements d'Euclides.[4]